# Notylia bernoullii
Notylia bernoullii är en orkidéart som beskrevs av Rudolf Schlechter. Notylia bernoullii ingår i släktet Notylia och familjen orkidéer. Inga underarter finns listade i Catalogue of Life.